# Aaron Ramsdale
Aaron Christopher Ramsdale (n. 14 mai 1998, Stoke-on-Trent, Anglia, Regatul Unit) este un fotbalist britanic, care joacă pe post de portar la Newcastle în Premier League, împrumutat de la Southampton FC. Pe plan internațional, are prezențe la națională pentru Anglia U18⁠(d), Anglia U19⁠(d), Anglia U20⁠(d), Anglia U-21⁠(d) și Anglia.
Ramsdale și-a început cariera ca profesionist jucând pentru Sheffield United și a semnat pentru AFC Bournemouth în 2017. După împrumuturi succesive către Chesterfield și AFC Wimbledon⁠(d), Ramsdale a jucat un sezon cu Bournemouth și s-a alăturat din nou lui Sheffield United într-un transfer de o valoare inițială de 18 milioane de lire sterline. În 2021, Ramsdale a semnat pentru Arsenal într-un transfer record al clubului în valoare de 30 de milioane de lire sterline, devenind cel mai scump portar al lor.
Ramsdale a reprezentat Anglia la toate nivelurile, de la sub 18 până la echipa de seniori, și a câștigat Campionatul European UEFA Under-19 în 2017 și a fost în lotul Angliei care a terminat ca vice-campion la UEFA Euro 2020 .